# Nicolaus Henrici
Nicolaus Henrici, död i januari 1644 i Stens socken, han var en svensk kyrkoherde i Stens församling.

## Biografi
Nicolaus Henrici var från Vadstena. Han blev 1593 slottspredikant vid Vadstena slott och skrev 1593 under Uppsala möte. Henrici blev 1605 komminister i Vadstena församling, Vadstena pastorat och 1610 kyrkoherde i Stens församling, Stens pastorat. Han avled i januari 1644 i Stens socken.
En gravsten över Henrici finns bevarad.

### Familj
Henrici gifte sig med Elisabeth (död 1665). De fick tillsammans barnen Henrik, Sara, Nils och en dotter.